# 89 Korpus Strzelecki (ZSRR)
89 Korpus Strzelecki (ros. 89 стрелковый корпус)  – wyższy związek taktyczny Armii Czerwonej.
89 Korpus Strzelecki powstał w 1943. W czasie walk na ziemiach polskich 89 Korpus Strzelecki dowodzony był przez gen. mjra Michaiła Sijazowa. Uczestniczył m.in. w złamaniu oporu armii niemieckiej w Górze Kalwarii, Grodzisku Mazowieckim Pile i Człopie, przyczyniając się do zakończenia władzy III Rzeszy na tym terenie. Korpus szlak bojowy zakończył biorąc udział w operacji berlińskiej, w czasie której wchodził w skład 61 Armii.

## Dowódcy korpusu
- gen. mjr Michaił Sijazow[4]

## Struktura organizacyjna
Skład 1 września 1943:
- 336 Dywizja Piechoty
- 356 Dywizja Piechoty
- 415 Dywizja Piechoty

Skład 1 września 1944:
- 23 Dywizja Piechoty
- 55 Dywizja Piechoty
- 397 Dywizja Piechoty

Skład 16 kwietnia 1945:
- 23 Dywizja Piechoty
- 311 Dywizja Piechoty
- 397 Dywizja Piechoty
- 312 Gwardyjska Dywizja Piechoty oraz 181 i 1899 Pułk Artylerii Samobieżnej